# Alquitrán del cannabis
Alquitrán es el nombre común para la materia resinosa, parcialmente combustionada, producida por la combustión del tabaco y otras materias vegetales mientras se fuma.
El alquitrán del cannabis proviene de la combustión de este. En estricto rigor,  del cannabis no solo se obtiene alquitrán,  sino un conjunto adicional de sustancias obtenidas de la combustión parcial de algunas de las sustancias presentes naturalmente en el cannabis. Es decir, el alquitrán del cannabis combustionado contiene muchas más sustancias que el alquitrán obtenido mediante destilación.
El alquitrán del humo de un cigarro es similar al del humo de la marihuana.
Un estudio que comparó cigarrillos de marihuana (741 to 985 mg) y de tabaco (900 to 1200 mg), encontró que al fumar marihuana la cantidad de alquitrán inhalado se triplica y que la cantidad de alquitrán depositado en el tracto respiratorio aumenta en un tercio.